# جورج لونش (موسيقي)
جورج لونش (بالإنجليزية: George Lynch)‏ هو موسيقي وعازف قيثارة أمريكي، ولد في 28 سبتمبر 1954 في سبوكين في الولايات المتحدة.

## وصلات خارجية
- الموقع الرسمي
- جورج لونش على موقع IMDb (الإنجليزية)
- جورج لونش على موقع ميوزك برينز (الإنجليزية)
- جورج لونش على موقع أول ميوزيك (الإنجليزية)
- جورج لونش على موقع ديسكوغز (الإنجليزية)